# 亞沃里納山

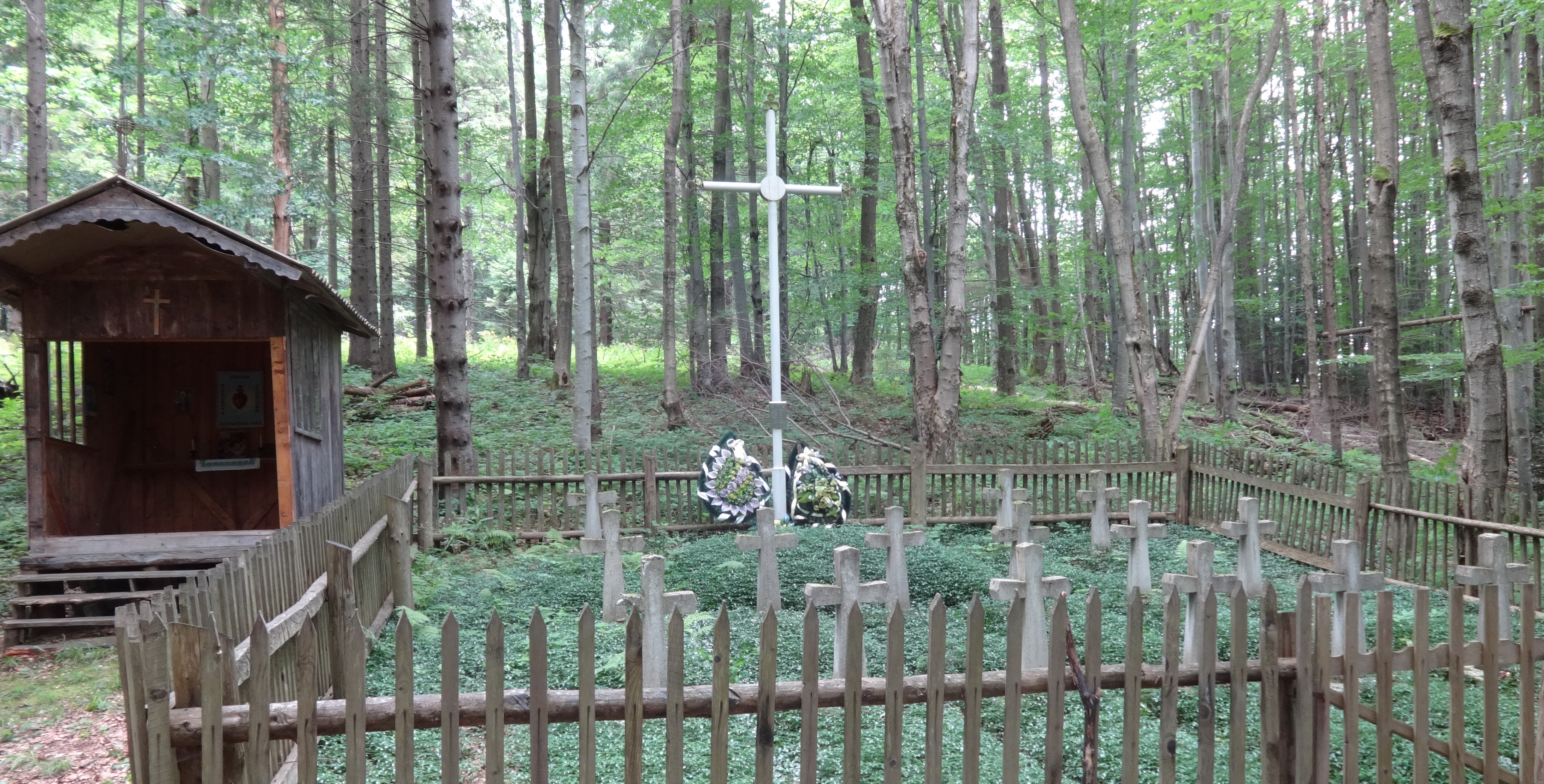

亞沃里納山（烏克蘭語：Яворина）是烏克蘭西部的山峰，屬於喀爾巴阡山脈的一部分。該山峰處於伊萬諾-弗蘭科夫斯克州的卡盧什區，海拔高度1,131米。